# 白世斌
白世斌，中华人民共和国政治人物、全国脱贫攻坚先进个人。

## 生平
白世斌任山西地厚建安集团有限公司董事长兼总经理。因在脱贫攻坚战中作出突出贡献，2021年2月25日全国脱贫攻坚总结表彰大会上，白世斌被授予“全国脱贫攻坚先进个人”。